# Imai Kaho
Imai Kaho (今井 夏帆 (Kim-Tỉnh Hạ-Phàm)) là một nữ diễn viên khiêu dâm người Nhật Bản. Cô thuộc về công ti Arrows.

## Sự nghiệp
Tháng 1/2019, cô ra mắt ngành phim khiêu dâm với tư cách là nữ diễn viên độc quyền cho nhãn phim Seishun Jidai (Tuổi trẻ) của hãng SOD Create.
Tháng 4/2019, cô rời hợp đồng độc quyền và trở thành một nữ diễn viên tự do. Sau đó, cô đã thay đổi hình tượng thành nữ diễn viên kiểu gyaru.
Thãng 8/2020, cô đã xếp thứ 11 trong bảng xếp hạng nữ diễn viên khiêu dâm nửa đầu năm 2022 theo thông cáo hàng tháng của FANZA. 
Nhà văn phim khiêu dâm Kurogane Arei đã miêu tả cô là một "Oiran trong vỏ bọc gyaru da đen".
Tháng 8/2021, cô xếp thứ 63 trong "Bảng xếp hạng FLASH 2021 diễn viên nữ gợi cảm chọn bởi 300 độc giả". Tháng 9/2021, cô được chỉ định làm nữ diễn viên đại diện cho chiến dịch Triple HAPPY 2021 của FANZA.
2/9/2022, cô được chỉ định làm nữ diễn viên quảng cáo cho "Chiến dịch Triple HAPPY 2022" của HHH Group.
Cô đã thông báo trên trang cộng đồng người hâm mộ rằng cô sẽ dừng hoạt động với tư cách là nữ diễn viên khiêu dâm vào cuối tháng 1/2023.

## Đời tư
- Cô sinh ra tại Nichinan, Miyazaki.[1]
- Sở thích và kĩ năng đăc biệt của cô là lướt sóng, lướt sóng nằm sấp, nướng hun khói thịt và chơi bóng rổ.[1]